# موتور حاج أحمد عليمرادي
موتور حاج أحمد عليمرادي (بالإنجليزية: Mowtowr-e Hajj Ahmad Ali Moradi)‏ هي منطقة سكنية تقع في سيستان وبلوتشستان في إيران. يقدر عدد سكانها بـ 15 نسمة .